# Mascaromyia dytei
Mascaromyia dytei är en tvåvingeart som beskrevs av Grichanov 1996. Mascaromyia dytei ingår i släktet Mascaromyia och familjen styltflugor. Inga underarter finns listade i Catalogue of Life.